# Noam Okun
Noam Okun (* 16. April 1978 in Haifa) ist ein israelischer Tennisspieler.

## Karriere
In seiner Zeit als Junior spielte Noam Okun einzig 1996 bei den US Open 1996, nach denen er den Wechsel zu den Profis vollzog. Er erreichte in diesem Jahr mit Platz 67 seine beste Platzierung in der Junior-Weltrangliste.
1999 erreichte er das erste Mal ein Finale im Einzel auf der ATP Challenger Tour in Tel Aviv. Zuvor hatte er einen Titel auf der ITF Future Tour gewonnen; im Doppel gelangen ihm bei den Challengers in Ahmedabad und Budapest die ersten beiden Titel. In der Tennisweltrangliste war er somit Ende 1999 im Einzel in den Top 200, im Doppel in den Top 250 notiert. Im Jahr 2000 spielte er fast keine Turniere, erst 2001 stieg er wieder regelmäßig ein und erlebte die erfolgreichste Zeit seiner Karriere. In Jerusalem, Andorra und Tyler gewann er gleich drei Challengers. Darüber hinaus bekam er seine ersten Auftritte auf der ATP Tour. Hier schaffte er zweimal – in Indianapolis und Lyon – den Sprung in die zweite Runde. Ende 2001 stand er auf Platz 114. Bis April 2002 steigerte er diese Platzierung noch bis auf Rang 95, was seinen Karrierebestwert darstellt.
In den folgenden Jahren bis 2006 hielt er sich kontinuierlich in den Top 200 und spielte sowohl Challengers als auch gelegentlich Turniere der World Tour. 2002 in Scottsdale schaffte er den ersten Einzug in ein Viertelfinale dort; 2004 in Indianapolis konnte er noch ein Match mehr gewinnen, welches seine größten Erfolge auf diesem Niveau darstellen. Beim Masters in Cincinnati besiegte Okun mit dem Niederländer Martin Verkerk (Nummer 15 der Welt) seinen am besten notierten Gegner. Nachdem er schon 2000 das erste Grand-Slam-Match bestritten hatte, gelang ihm bei insgesamt sieben Teilnahmen, die alle in diesem Zeitraum bis 2006 lagen, 2002 und 2006 bei den US Open jeweils in die zweite Runde einzuziehen. Die Challenger-Titel vier und fünf gewann er 2004 und 2007.
Ab 2008 konnte er weniger Erfolge einfahren und fiel in der Weltrangliste aus den Top 500, sodass er wieder bei Futures antreten musste. Hier gewann er 2009 vier Titel und erreichten zudem in Bangkok das Challenger-Halbfinale, sodass er es wieder in die Top 250 zurückkam. Dennoch schaffte er in der Folge selten sich für Challengers oder World-Turniere zu qualifizieren. In der Folge spielte er Ende 2010 letztmals regelmäßig Turniere. Dreimal war er seitdem noch bei einem Future in Israel angetreten.

### Davis Cup
1999 gab Okun sein Debüt für die israelische Davis-Cup-Mannschaft, mit der er 2007 sogar in die Weltgruppe aufstieg. Insgesamt lautet seine Bilanz für das Team 17:16 in 9 Begegnungen. 2013 nach Ende seiner Karriere trat er das letzte Mal für sein Land in der Erstrundenbegegnung der Weltgruppe gegen Frankreich an.

## Erfolge
| Legende (Anzahl der Siege)  |
| Grand Slam                  |
| ATP World Tour Finals       |
| ATP World Tour Masters 1000 |
| ATP World Tour 500          |
| ATP World Tour 250          |
| ATP Challenger Tour (14)    |

### Einzel

#### Turniersiege
| Nr. | Datum             | Turnier    | Belag     | Finalgegner     | Ergebnis      |
| --- | ----------------- | ---------- | --------- | --------------- | ------------- |
| 1.  | 12. Mai 2001      | Jerusalem  | Hartplatz | Michaël Llodra  | 6:4, 6:1      |
| 2.  | 30. Juni 2001     | Andorra    | Hartplatz | Christian Vinck | 6:2, 6:4      |
| 3.  | 11. November 2001 | Tyler      | Hartplatz | Vincent Spadea  | 7:5, 6:2      |
| 4.  | 15. August 2004   | Binghamton | Hartplatz | Danai Udomchoke | 6:3, 4:6, 6:1 |
| 5.  | 8. Juli 2007      | Winnetka   | Hartplatz | Kevin Anderson  | 6:4, 6:3      |

### Doppel

#### Turniersiege
| Nr. | Datum              | Turnier     | Belag       | Partner        | Finalgegner                         | Ergebnis       |
| --- | ------------------ | ----------- | ----------- | -------------- | ----------------------------------- | -------------- |
| 1.  | 26. Dezember 1998  | Ahmedabad   | Hartplatz   | Nir Welgreen   | Noam Behr Eyal Ran                  | 3:6, 6:0, 6:4  |
| 2.  | 18. September 1999 | Budapest    | Sand        | Harel Levy     | Daniel Fiala Leoš Friedl            | 6:4, 4:6, 6:2  |
| 3.  | 7. Januar 2001     | São Paulo   | Hartplatz   | André Sá       | Cédric Kauffmann Flávio Saretta     | 6:4, 1:6, 6:4  |
| 4.  | 11. März 2001      | Kyōto       | Teppich (i) | Noam Behr      | Kelly Gullett Brandon Hawk          | 6:3, 7:5       |
| 5.  | 25. März 2001      | Hamilton    | Hartplatz   | Noam Behr      | Tuomas Ketola Filippo Messori       | 7:6, 6:4       |
| 6.  | 6. Juli 2003       | Pozoblanco  | Hartplatz   | Brandon Coupe  | Juan Ignacio Carrasco Albert Portas | 6:4, 1:6, 6:4  |
| 7.  | 6. Juni 2004       | Tallahassee | Hartplatz   | Matías Boeker  | Mark Hlawaty Brad Weston            | 6:73, 6:3, 6:4 |
| 8.  | 11. September 2005 | Istanbul    | Hartplatz   | Harel Levy     | David Škoch Martin Štěpánek         | 6:4, 7:5       |
| 9.  | 20. Juli 2008      | Aptos       | Hartplatz   | Amir Weintraub | Todd Widom Michael Yani             | 6:2, 6:1       |